# 喙齿马先蒿
喙齿马先蒿（学名：Pedicularis rhynchodonta）为列当科马先蒿属的植物，是中国的特有植物。分布于中国大陆的四川等地，生长于海拔3,660米至4,700米的地区，一般生长在高山草地或草坡中，目前尚未由人工引种栽培。